# Paramysis portzicensis
Paramysis portzicensis är en kräftdjursart som beskrevs av Nouvel 1950. Paramysis portzicensis ingår i släktet Paramysis och familjen Mysidae. Inga underarter finns listade i Catalogue of Life.